# The Gamma People
The Gamma People (br.: O monstro do Raio Gama) é um filme anglo-americano de 1956 do gênero ficção científica, dirigido por  John Gilling.
O conceito fictício de que a radiação gama aplicada no cérebro humano poderia levar a mutações, criando tanto gênios como deficientes mentais, foi popularizada nos quadrinhos e também no cinema após Stan Lee utilizá-lo como explicação para os poderes de personagens como Hulk e Líder.

## Elenco
- Paul Douglas...Mike Wilson[1]
- Eva Bartok...Paula Wendt[2]
- Leslie Phillips...Howard Meade
- Walter Rilla...Boronski[3]
- Philip Leaver...Koerner
- Martin Miller...Lochner
- Michael Caridia...Hugo Wendt
- Pauline Drewett as Hedda Lochner
- Jocelyn Lane...Anna
- Olaf Pooley...Bikstein
- Rosalie Crutchley...Frau Bikstein
- Leonard Sachs...telegrafista
- Paul Hardtmuth as Hans
- Cyril Chamberlain...Graf

## Sinopse
Seguindo em viagem de trem pelas montanhas da Europa Central, nas proximidades da Bulgária, vão dois jornalistas ocidentais: o norte-americano Mike e o fotógrafo britânico Howard. Subitamente, o vagão em que viajavam é desconectado da composição principal e um grupo de crianças estranhas usa de um desvio da linha férrea para fazer com que o veículo deslize até o pequeno pais da Gudávia. Ao descerem do vagão, a dupla é imediatamente presa, acusada de serem espiões pelo pomposo chefe de polícia Koerner. Mas logo em seguida são libertos por ordens do misterioso Boronski, que Mike descobre ser um famoso biólogo que desaparecera há cinco anos. Ao conhecer as crianças prodígio Hugo e Anna e também um bando de adolescentes que agem como zumbis, Mike se convence de que Boronski está por trás de tudo e passa a investigar o misterioso cientista, chegando ao castelo que ele usa para suas terríveis experiências com Raio Gama.